# Anioł śnieżny

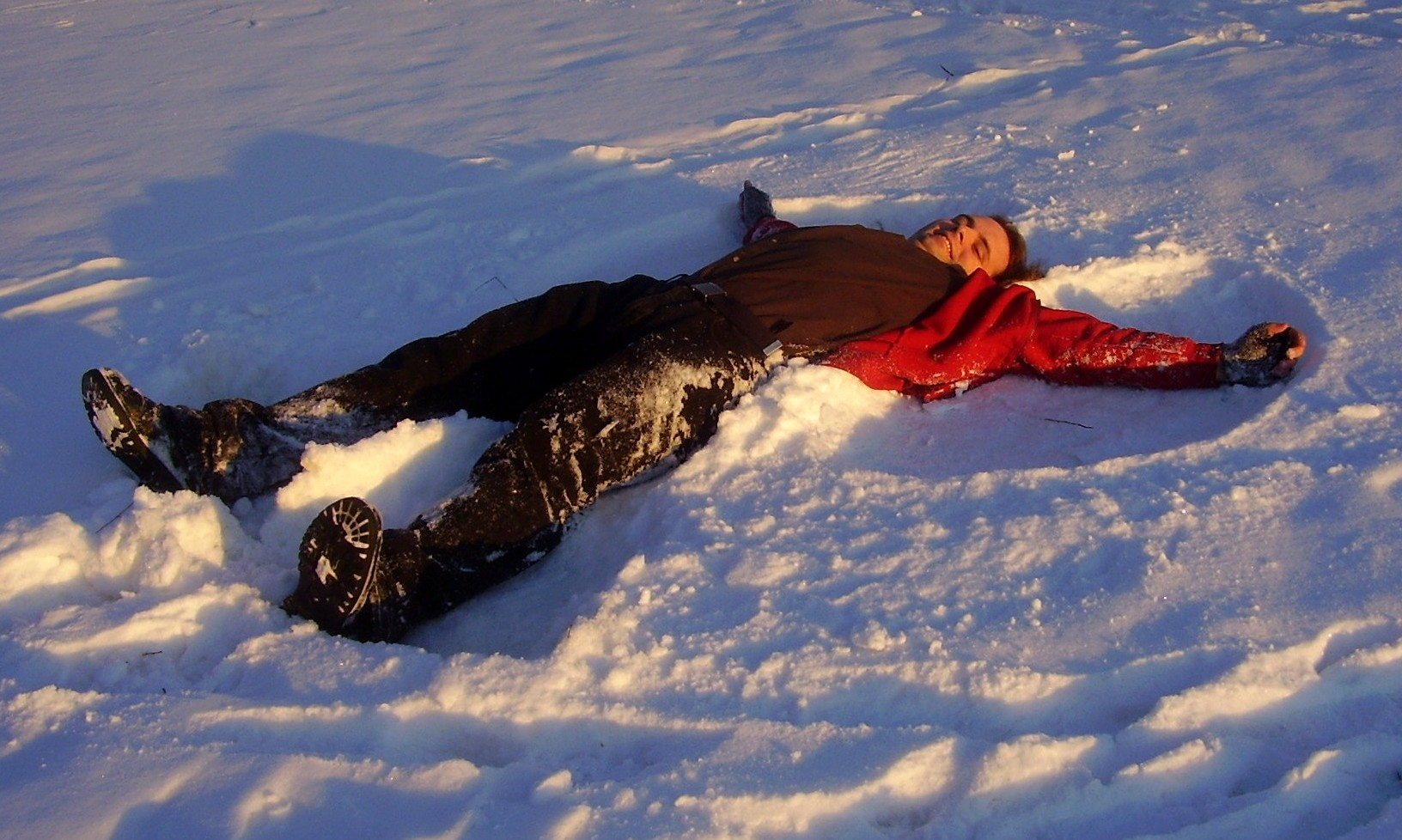
Wykonanie anioła śnieżnego

Orzeł na śniegu lub anioł śnieżny – forma uzyskana poprzez odciśnięcie ludzkiego ciała w śniegu na kształt orła lub anioła. Zabawa w „robienie” orła lub anioła na śniegu jest dziecięcą, zimową zabawą.

## Technika
Aby wykonać anioła na śniegu należy rozpocząć od znalezienia miejsca z gładkim, nienaruszonym śniegiem. Następnie kładzie się na wznak, z nogami i rękami skierowanymi w bok. W trakcie leżenia na plecach przesuwa się wyprostowanymi rękami i nogami po śniegu, tworząc wgłębienia. Po wykonaniu kilku takich ruchów należy wstać, uważając, aby nie zrobić dodatkowych, niepożądanych wgłębień w śniegu. Otrzymany kształt przypomina anioła czy dużego ptaka (orła).

## Aktualny rekord świata
W dniu 28 marca 2007 Księga rekordów Guinnessa potwierdziła, że w Dakocie Północnej wykonano najwięcej aniołów śnieżnych w jednym miejscu. Wydarzenie to miało miejsce 17 lutego 2007. W stolicy stanu, mieście Bismarck wykonano 8962 aniołów w śniegu. Poprzedni rekord należał do Michigan Technological University, gdzie 3784 studentów utworzyło na boisku futbolowym anioły na śniegu.